# 岩野平三郎

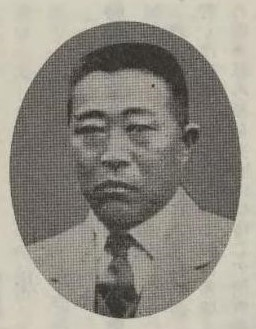
初代岩野平三郎

岩野 平三郎（いわの へいざぶろう）は越前和紙職人の名跡。雲肌麻紙の発明と継承者である。また和紙古来の紙漉き模様である「打雲」「飛雲」「水玉」の技術も抄造する。

## 岩野平三郎代々
- 初代 岩野平三郎（1878年7月30日 - 1960年8月19日）
  - 本名・茂二郎、号は茂山。福井県今立郡岡本村（後の今立町、現在の越前市）出身。家業を継いで紙漉き職人となる。大正末期に内藤湖南からの依頼を受けて中国伝来の麻の繊維を研究し、越前和紙による日本画の画用紙「雲肌麻紙」を発明。
  - 東京・京都の画壇と交流しながら製紙研究を続けた。その紙は竹内栖鳳や横山大観ら日本画の大家たちに愛用され、近代日本画発展の影の立役者となった。1932年、越前製紙工業組合の設立に尽力する。
  - 1925年、横山大観の大滝村滞在により大観・平三郎の交友のもと当時世界最大といわれた5.4m四方の岡大紙[1]（おかだいし/おかふとかみ）を漉いた。早稲田大学図書館の壁画「明暗」横山大観・下村観山合作。[2]

- 二代目 岩野平三郎（1901年2月19日 - 1974年8月22日）
  - 本名・敬三。初代平三郎の子。福井県出身。父より越前和紙の技術を学ぶ。
  - 1925年、大観の壁画「明暗」の岡大紙製作を父とともに行う。1949年、法隆寺金堂壁画復元のための壁画紙を製作。薬師寺復興写経紙も製作している。
  - 1967年、吉川英治文化賞受賞。

- 三代目 岩野平三郎（1930年10月15日 - 2016年1月20日）
  - 福井県出身。立命館大学経済学部卒業後、紙漉きの修行に入る。岩野平三郎製紙所代表。
  - 1975年福井県無形民俗文化財の指定を受ける。1979年第三代岩野平三郎を襲名。
  - 1982年桂離宮の「昭和の大修理」に使われた越前和紙を漉きあげ、吉田五十八記念芸術振興財団特別賞受賞。
  - 2008年、伝統文化ポーラ賞地域賞受賞。
  - 平山郁夫による薬師寺玄奘三蔵院の大唐西域壁画、東山魁夷による奈良唐招提寺御影堂の障壁画群などの用紙を漉いた。現在も多数の日本画家に紙が愛用されている。

## 特徴と耐久性
雲肌麻紙はこれまでの麻紙と異なり、原料である麻に、楮と少量の雁皮をブレンドした、強靱さと肌理の細かさを合わせ持った紙。
これが現在の麻紙で、西洋の水彩紙同様に絵具を厚く塗り重ねるといった表現が可能になった。厚塗りの絵肌は勿論、硬質な油絵具にも耐えられる和紙である。
紙肌は、ほぼ平滑でしっかりとした厚みを持ちながら柔軟性もあり、描画の際は筆運びがよく、絵具の発色も良好である。紙肌が滑らかな面が表側で、ザラつきのある面が裏側。紙色は、若干クリーム色を帯びた白色である。サイズは、三六判（中判）、三六判耳付、四六判、五七判、六八判、七九判などがある。
横山大観や、冨田溪仙、東山魁夷、竹内栖鳳、小杉放庵、下村観山、平山郁夫らが好んで使用し新たな日本画の表現の可能性を広げている。